# Dasarath Deb

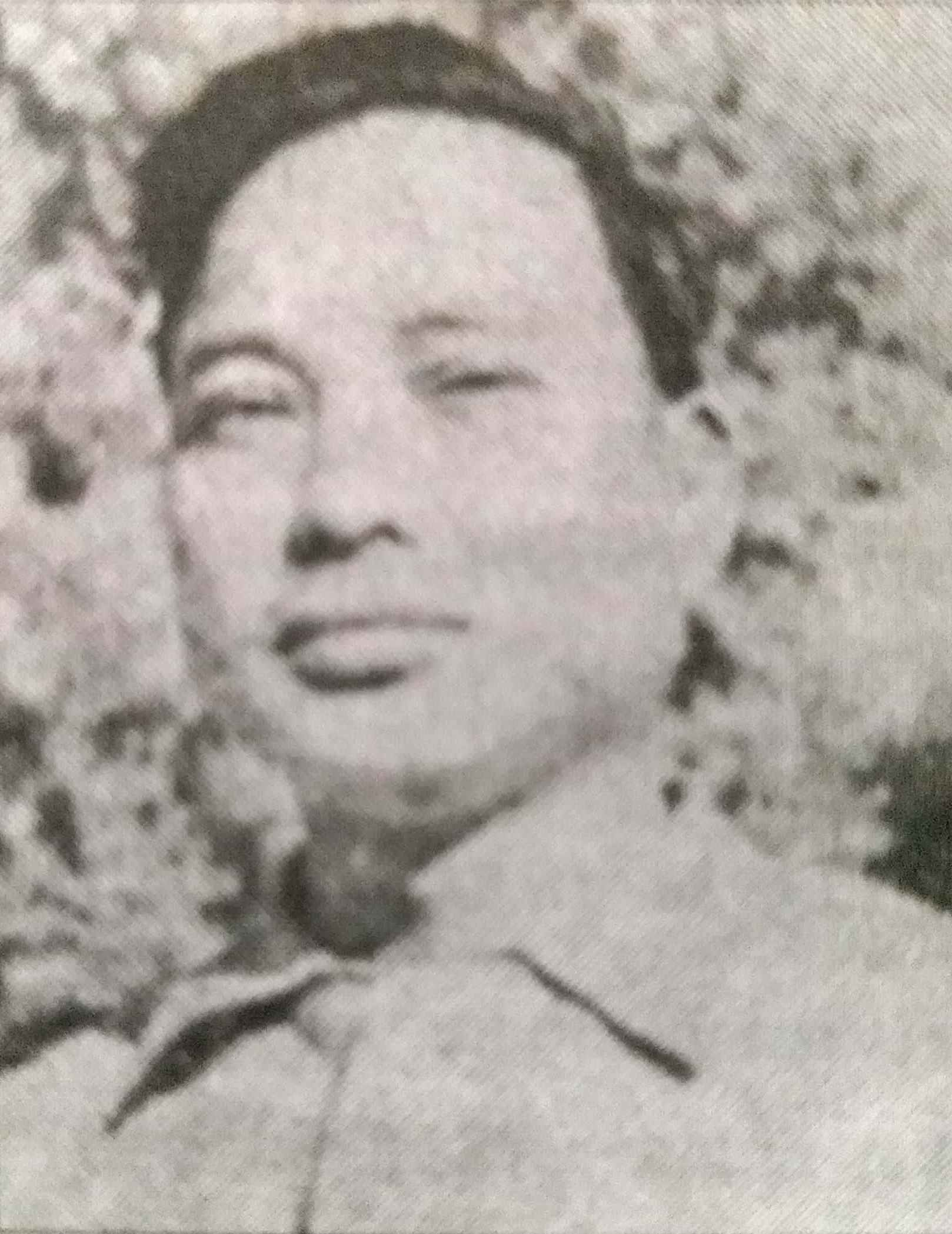
Dasarath Deb in 1946

Dasarath Deb (bengalisch দশরথ দেব* 2. Februar 1916 in Boltali, Khowai, Tripura; † 14. Oktober 1998 in Agartala, Tripura) war ein indischer Politiker der Communist Party of India (Marxist) (CPI (M)), der unter anderem zwischen 1952 und 1967 sowie erneut von 1971 bis 1977 Mitglied der Lok Sabha war. Darüber hinaus war er von 1993 bis 1998 Chief Minister von Tripura.

## Leben

### Mitglied der Lok Sabha
Deb, Sohn von Krishna Chandra Deb, besuchte die Khowai Elementary School sowie das Brindaban College in Habiganj und absolvierte anschließend ein grundständiges Studium an der University of Calcutta, das er mit einem Bachelor of Arts (B.A.) beendete. Er begann sein politisches Engagement in der Massenbewegung eines Aufstands der Stammesbevölkerung und führte zwischen 1948 und 1950 einen bewaffneten Kampf gegen den repressiv und feudal regierenden Herrscher von Tripura. 1949 wurde er Präsident der Stammesorganisation Tripura Raiya Ganamukti Parishad. 1950 trat er der Communist Party of India (CPI) bei und gehörte zwischen 1951 und 1964 deren Zentralkomitee (ZK) als Mitglied an. Bei der Wahl 1952 wurde er für die CPI im Wahlkreis East Tripura erstmals zum Mitglied der Lok Sabha gewählt und gehörte dieser nach Wiederwahlen 1957 sowie 1962 bis zu seiner Niederlage bei der Wahl vom 15. bis 21. Februar 1967 an.
Nachdem sich die CPI aufgrund der parteiinternen unterschiedlichen Ansichten zum Indisch-Chinesischen Grenzkrieg 1964 gespalten hatte, trat Deb der Communist Party of India (Marxist) (CPI (M)) bei. In der Folgezeit war er zwischen 1964 und dem 16. Parteitag im Oktober 1998 Mitglied des ZK der Partei. Bei der Wahl vom 1. bis 10. März 1971 wurde er für die CPI (M) in Tripura East abermals zum Mitglied der Lok Sabha gewählt und gehörte dieser bis zur Wahl vom 16. bis 20. März 1977 an.

### Chief Minister von Tripura
Nach seinem Ausscheiden aus der Lok Sabha richtete er sein politisches Engagement zunehmend auf die Politik im Bundesstaat Tripura. 1978 wurde er erstmals zum Mitglied der Legislativversammlung (Tripura Vidhan Sabha) gewählt und vertrat in vier Legislaturperioden bis 1993 den in West-Tripura liegenden Wahlkreis Ramchandraghat. Nachdem Nripen Chakraborty am 5. Januar 1978 die erste Linksregierung in Tripura bildete, wurde Deb Bildungsminister und nach der Wiederwahl Chakrabortys 1983 stellvertretender Chief Minister des Bundesstaates. Dieses Amt bekleidete er bis zur Niederlage der CPI (M) bei den Bundesstaatswahlen und dem damit verbundenen Ende der Amtszeit von Chakraborty am 4. Februar 1988. Er war des Weiteren Vizepräsident der All India Kisan Sabha, der Vereinigung der Bauern innerhalb der CPI (M), sowie deren Sekretär im Bundesstaat Tripura.
1988 wurde Deb Sekretär der CPI (M) im Bundesstaat Tripura. Nach dem Wahlsieg seiner Partei wurde er am 10. April 1993 schließlich Chief Minister von Tripura. Aus gesundheitlichen Gründen trat er am 10. März 1998 vom Amt des Chief Minister zurück, woraufhin Manik Sarkar seine Nachfolge antrat. Zugleich verzichtete er auf eine erneute Kandidatur bei den Wahlen zur Legislativversammlung und verstarb wenige Monate später am 14. Oktober 1998.
Aus seiner 1949 geschlossenen Ehe mit Mangaleswari Debi gingen zwei Söhne und zwei Töchter hervor.